# Patricia Gonçalves
Ana Patricia Carvalho Gonçalves (Esposende) é uma matemática portuguesa.
Graduada em matemática na Universidade do Porto. Obteve um doutorado em 2007 no Instituto de Matemática Pura e Aplicada (IMPA), orientada por Claudio Landim, com a tese Central Limit Theorem for a Tagged Particle in Asymmetric Simple Exclusion.
É professora do Instituto Superior Técnico da Universidade de Lisboa.
Para o Congresso Internacional de Matemáticos de 2022 em São Petersburgo está listada como palestrante convidada.